# ドゥシャン・ストイリコヴィッチ
ドゥシャン・ストイリコヴィッチ（Dušan Stoiljković（セルビア語: Душан Стоиљковић）、1994年9月5日 - ）は、セルビア・ソンボル出身のプロサッカー選手。FKナプレダク・クルシェヴァツ所属。ポジションは、ミッドフィールダー（左ウイング）。